# Fiona B. Marshall
Fiona Brigid Marshall ist eine US-amerikanische Archäologin (Zooarchäologie) und Anthropologin an der Washington University in St. Louis. Sie hat sich insbesondere um die Erforschung der Ursprünge und der Ausbreitung des Pastoralismus (Naturweidewirtschaft) verdient gemacht.

## Leben
Fiona Marshall wuchs in Nairobi auf. Sie erwarb 1977 an der University of Reading einen Bachelor in Archäologie, 1978 an der University of California, Berkeley, einen Master und 1986 ebendort einen Ph.D., jeweils in Anthropologie. Seit 1987 gehört sie zum Lehrkörper der Washington University in St. Louis, seit 2002 mit einer ordentlichen Professur.
Marshall befasst sich mit der Geschichte der Mensch-Tier-Beziehungen, mit der Domestizierung (insbesondere Esel und Katzen) und der Ausbreitung der Produktion tierischer Lebensmittel. Forschungsgegenstand sind insbesondere der afrikanische Kontinent (Afrikaarchäologie), Pastoralismus, der Einfluss langfristiger Herdenhaltung (Rinder, Schafe, Ziegen) auf die Landschaft, sozioökonomische Unterschiede verschiedener Gruppen von Jägern und Sammlern, sowie der Erhalt und die Biodiversität von wilden und domestizierten afrikanischen Huftieren.
Marshall hat laut Datenbank Scopus einen h-Index von 19, laut Google Scholar einen von 32 (Stand jeweils August 2020). 2010 wurde sie als Fellow in die American Association for the Advancement of Science gewählt, 2017 als Mitglied in die National Academy of Sciences, 2020 in die American Academy of Arts and Sciences, 2021 in die Royal Society.